# طائر على الطريق (فلم)
طائر على الطريق هو فيلم مصري من إخراج محمد خان وبطولة فريد شوقي، أحمد زكي، فردوس عبد الحميد، آثار الحكيم وميمي شكيب، صدر الفيلم في 14 سبتمبر 1981.

## نبذه
يعمل فارس سائقًا بسيارات الأقاليم، وهو مرتبط بقصة حب بريئة مع عصمت التي تعمل في محل لبيع الملابس الجاهزة، ويطلب إسماعيل السائق الخاص للثرى جاد أن يقود فارس سيارة العجوز حيث أن إسماعيل يشعر بالإنهاك، ويتعرف فارس على فوزية التي يوصلها هي وزوجها العجوز المريض جاد إلى المزرعة التي يمتلكها في فايد، ويعرف أن فوزية تعاني من جاد الذي تزوجته خوفًا على والدها من نفوذه، وسرعان ما تتولد قصة حب بينهما.

## طاقم العمل
- فريد شوقي بدور جاد
- أحمد زكي بدور فارس
- فردوس عبد الحميد بدور فوزية
- آثار الحكيم بدور عصمت
- ميمي شكيب بدور أم جاد
- أمين الهنيدي بدور إسماعيل
- حافظ أمين بدور بيومي